# 平川町 (鹿児島市)
平川町（ひらかわちょう）は、鹿児島県鹿児島市の町。旧薩摩国谿山郡谷山郷平川村、谿山郡谷山村大字平川、鹿児島郡谷山町大字平川、谷山市平川町。郵便番号は891-0133。人口は4,257人、世帯数は1,971世帯（2020年4月1日現在）。

## 地理
鹿児島市の南部、烏帽子岳北麓の五位野川流域に位置している。町域の北方には下福元町、北方から西方にかけては七ツ島、南方には喜入瀬々串町、西方には南九州市知覧町郡、川辺町清水、川辺町野崎にそれぞれ接しており、南部では東方に鹿児島湾に面している。
鹿児島市街方面より国道225号及び国道226号は坂之上台地を通り、町域の北端部にある影原交差点にて照国神社前交差点より重複してきた国道225号と国道226号はここで分岐し、国道225号は川辺峠を経由し、南九州市方面に接続し、国道226号はその後南下し五位野駅付近より下り坂となり、産業道路南入口交差点で鹿児島県道219号玉取迫鹿児島港線と交差する。指宿方面に接続している。また、南部にある平川交差点では鹿児島県道23号谷山知覧線が分岐し、南九州市方面に接続している。また、国道226号に沿って指宿枕崎線が通っており、町域内には北部に五位野駅、南部に平川駅がある。
公共施設は中央部に鹿児島市平川動物公園、錦江湾公園が隣接して所在しているが、平川動物公園は1972年（昭和47年）に鴨池にあった鴨池動物園が移転したものである。教育施設は北部に鹿児島市立福平中学校、鹿児島市立福平小学校があり、南部に鹿児島市立平川小学校、西部に鹿児島県立錦江湾高等学校、南西部には鹿児島医療技術専門学校がある。

### 河川
- 五位野川

## 歴史

### 先史時代
平川駅の北東部にある海ノ上地区の台地から縄文時代後期の指宿式土器が発掘されており、「平川黒岩遺跡」と呼ばれる。他にも古屋敷や芝野において弥生時代の土器が出土している。

### 近世の平川
平川という地名は江戸時代より見え、薩摩国谿山郡谷山郷（外城）のうちであった。村高は「三州御治世要覧」には430石余、「旧高旧領取調帳」では710石余であった。農村であった平川村には庄屋が置かれ、上福元村の麓に置かれていた地頭仮屋の管轄下となっていた。また、平川には海の監視を行う番所である野屋敷境谷遠見番所が設置されていた。慶長元年（1569年）と推定されている「島津忠長署判領地目録」に谷山のうちの平川村として記載されている。
1879年（明治12年）には平川村に戸長役場が設置された。

### 町村制施行以後
1889年（明治22年）に町村制が施行されたのに伴い、それまでの谷山郷にあたる下福元村、上福元村、松崎町、塩屋村、和田村、平川村、中村、山田村、五ケ別府村の区域より鹿児島郡谷山村が成立した。それに伴って、それまでの平川村の区域は谷山村の大字「平川」となった。
1892年（明治25年）に福平小学校が現在地に開校し、1902年（明治35年）には平川尋常小学校が開校した。1897年（明治30年）4月1日に「 鹿兒島縣下國界竝郡界變更及郡廢置法律」（明治29年法律第55号）が施行されたのに伴い谿山郡が鹿児島郡に編入され、谿山郡に属していた谷山村は鹿児島郡のうちとなった。1924年（大正13年）には谷山村が町制施行し谷山町となり、1958年（昭和33年）に谷山町が単独市制施行し谷山市となり、それまでの大字平川は谷山市の町「平川町」となった。
1967年（昭和42年）に谷山市と鹿児島市が対等合併し、鹿児島市となった。それに伴って鹿児島市の町「平川町」となった。1971年（昭和46年）には鹿児島県立錦江湾高等学校が平川町に設置された。1972年（昭和47年）に鴨池動物園（当時は郡元町、現在の鴨池二丁目周辺）が周辺の市街地化による環境の悪化のため、平川町に移転し鹿児島市平川動物公園となった。
1977年（昭和52年）11月7日には平川町の一部が七ツ島一丁目に分割され。平川町地先の公有水面埋立地の一部が平川町に編入された。

### 町域の変遷
| 実施後               | 実施年             | 実施前         |
| -------------------- | ------------------ | -------------- |
| 七ツ島一丁目（新設） | 1972年（昭和47年） | 平川町（一部） |
| 平川町（編入）       | 1972年（昭和47年） | 公有水面埋立地 |

## 人口
以下の表は国勢調査による小地域集計が開始された1995年以降の人口の推移である。
| 年                 | 人口  |
| ------------------ | ----- |
| 1995年（平成7年）  | 4,296 |
| 2000年（平成12年） | 4,309 |
| 2005年（平成17年） | 4,110 |
| 2010年（平成22年） | 4,019 |
| 2015年（平成27年） | 4,141 |

## 施設

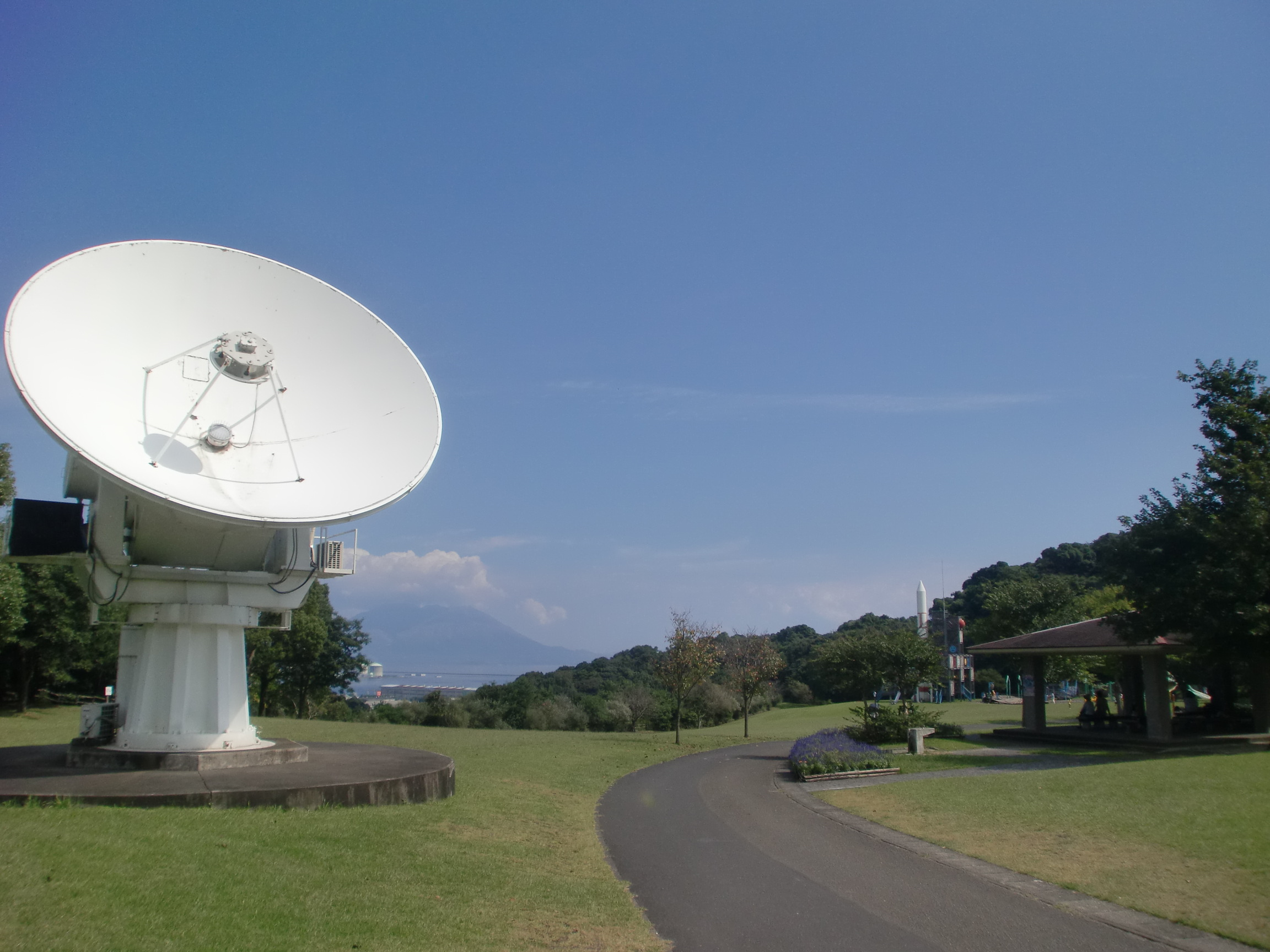
錦江湾公園

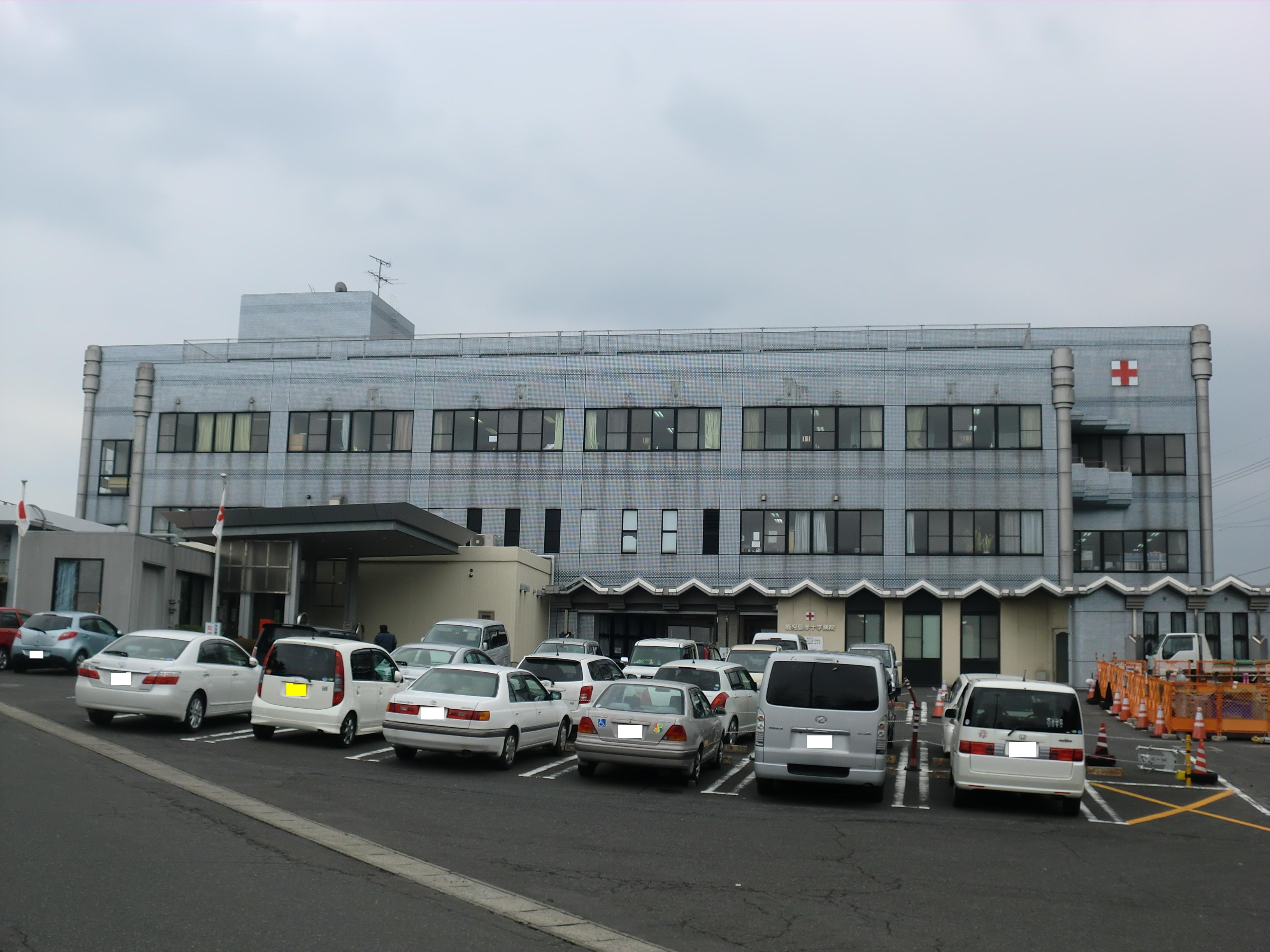
鹿児島赤十字病院

### 公共
- 鹿児島市平川動物公園
- 錦江湾公園
- 鹿児島市平川福祉館[26]

### 教育
- 鹿児島医療技術専門学校[27]
- 鹿児島県立錦江湾高等学校[28]
- 鹿児島市立福平中学校[29]
- 鹿児島市立福平小学校[30]
- 鹿児島市立平川小学校[30]

### 郵便局
- 平川郵便局[31]
1931年（昭和6年）設置[32]。

### 病院
- 鹿児島赤十字病院
1939年（昭和14年）に鹿児島市郡元町にあった日本赤十字社の診療所が平川に移転し設置されたもので、のちに鹿児島赤十字病院に改称した[33]。

### 寺院
- 最福寺[34]

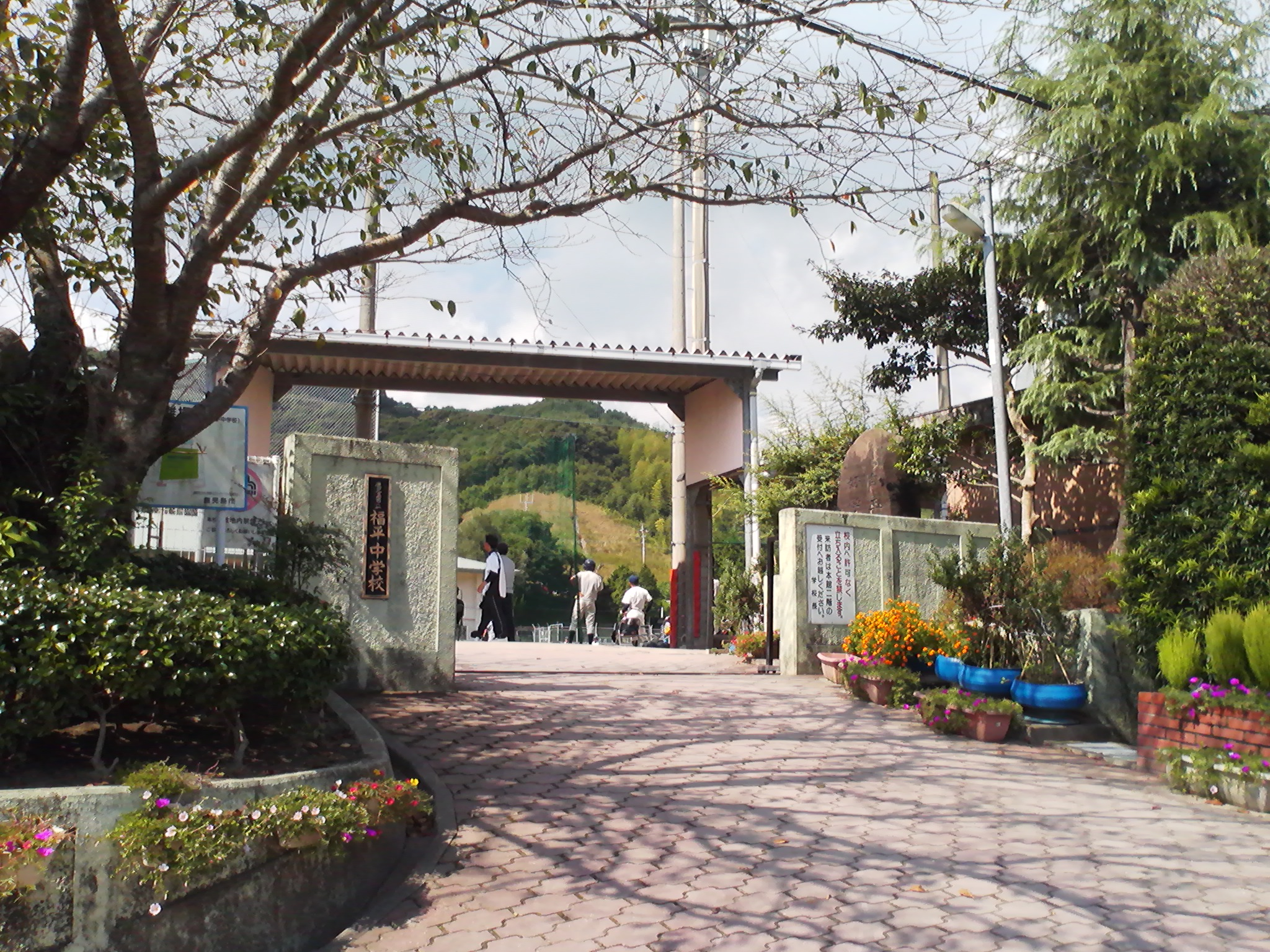
鹿児島市立福平中学校
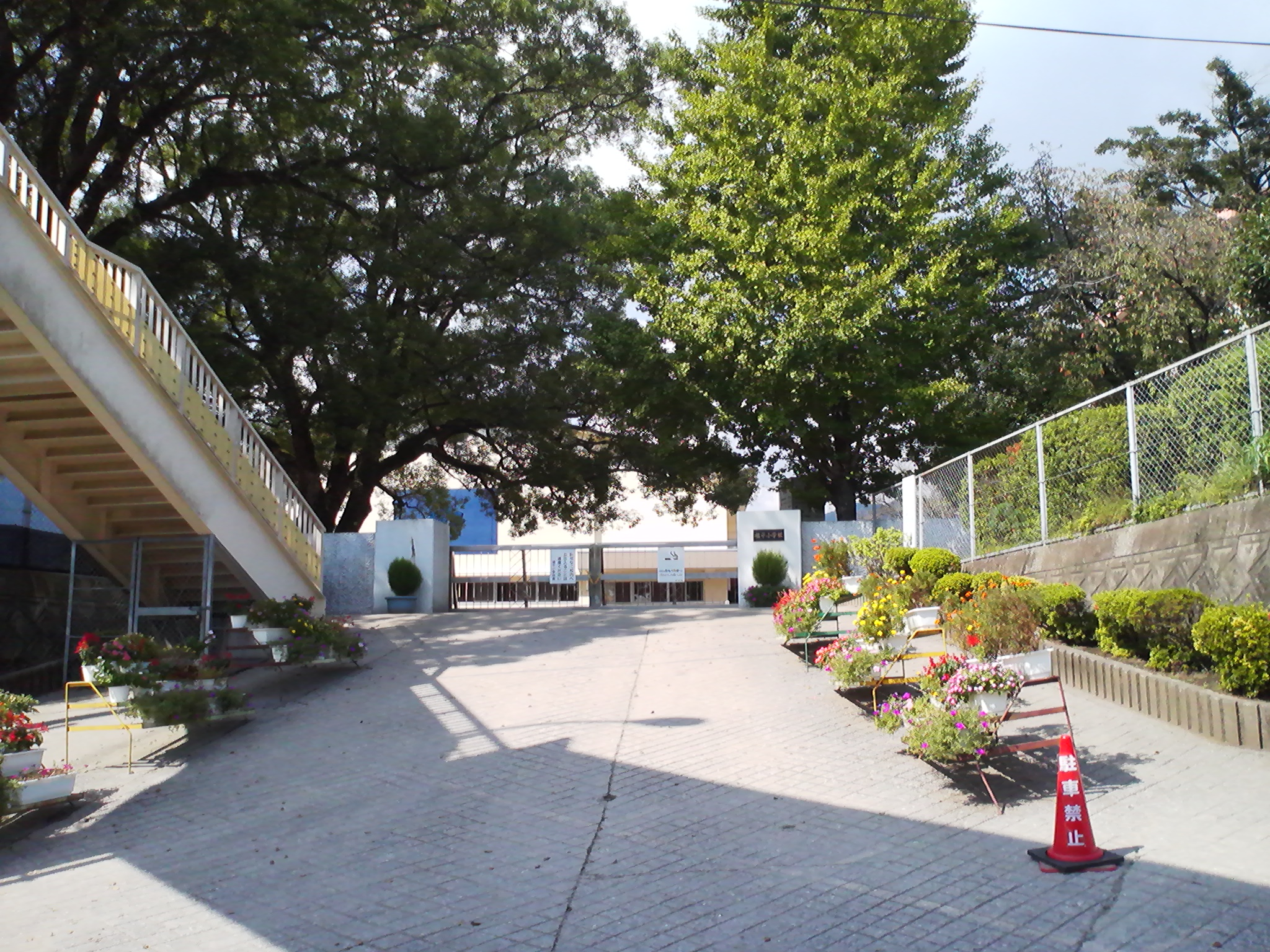
鹿児島市立福平小学校
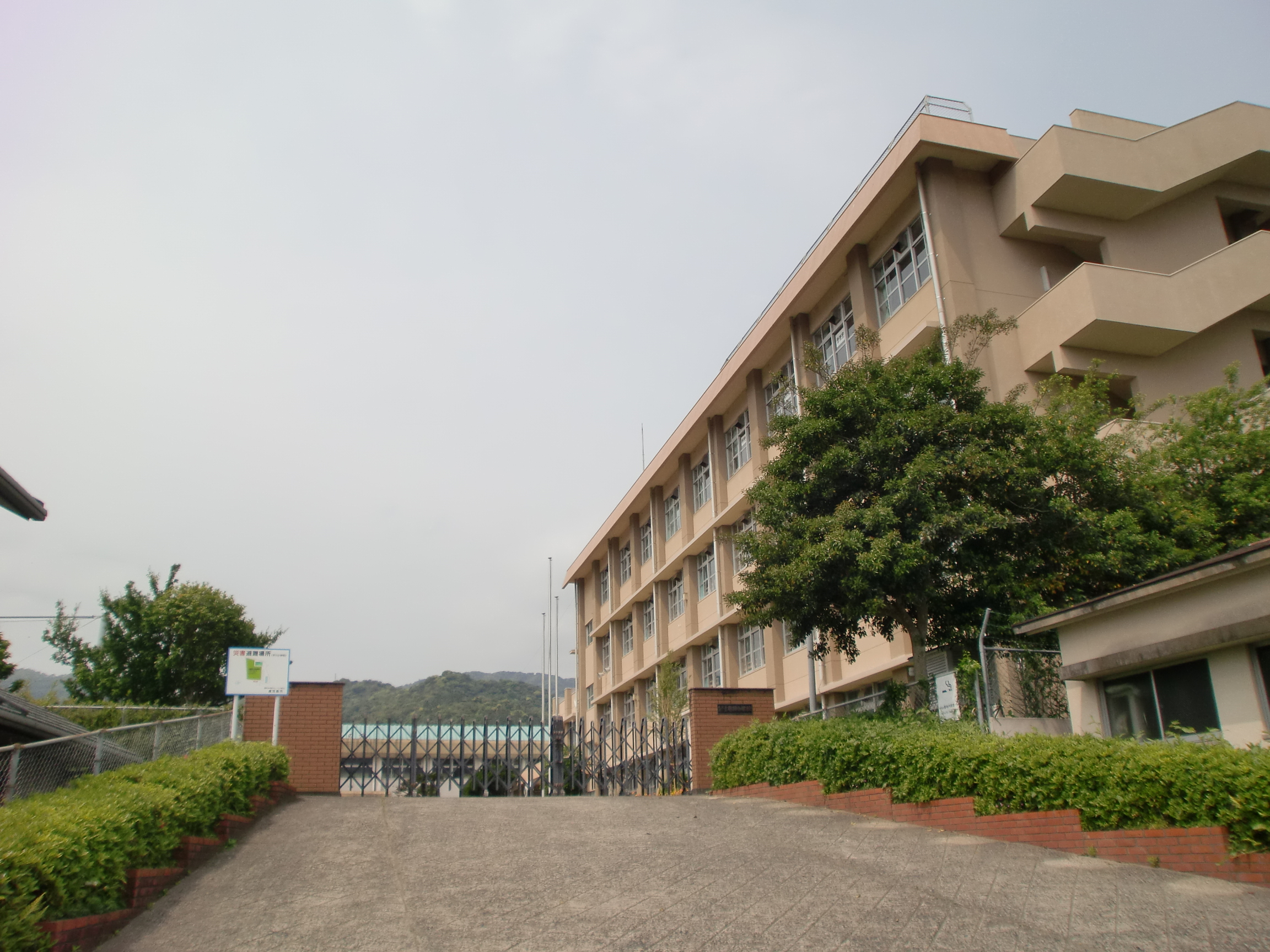
鹿児島市立平川小学校

## 小・中学校の学区
市立小・中学校に通う場合、学区（校区）は以下の通りとなる。
| 町丁   | 番・番地                      | 小学校               | 中学校               |
| ------ | ----------------------------- | -------------------- | -------------------- |
| 平川町 | 1 - 2401、5504 - 6238         | 鹿児島市立福平小学校 | 鹿児島市立福平中学校 |
| 平川町 | 2432 - 5410、5419、5461、9784 | 鹿児島市立平川小学校 | 鹿児島市立福平中学校 |

## 交通

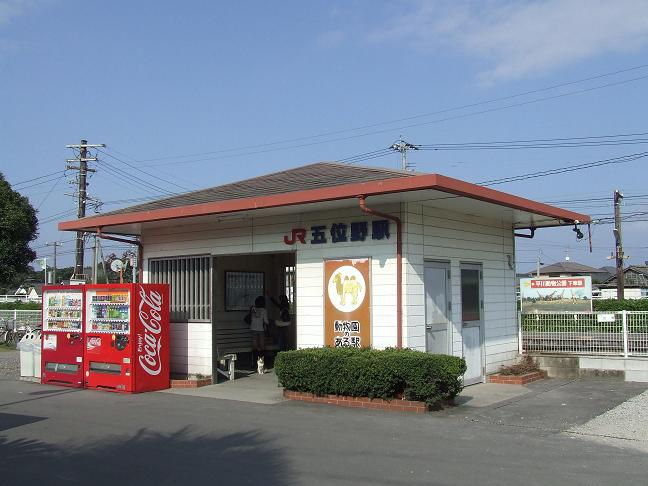
五位野駅

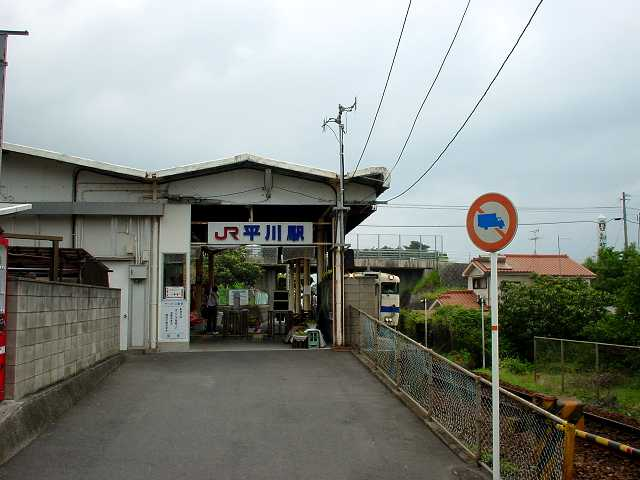
平川駅

### 道路
一般国道
- 国道225号
- 国道226号

主要地方道
- 鹿児島県道23号谷山知覧線

一般県道
- 鹿児島県道219号玉取迫鹿児島港線

### 鉄道
九州旅客鉄道指宿枕崎線
- 五位野駅 - 平川駅

### 港湾
- 鹿児島港
  - 浜平川港区